# Gabicce Mare
Gabicce Mare là một đô thị ở tỉnh Pesaro và Urbino trong vùng Marche, nằm cách 70 km về phía tây bắc của Ancona and 16 km về phía bắc của Pesaro. Tại thời điểm ngày 31 tháng 12 năm 2004, đô thị này có dân số 5.617 và diện tích là 4.9 km².
Gabicce Mare giáp các đô thị sau: Cattolica, Gradara, Pesaro.

## Đô thị kết nghĩa
- Ötigheim (Đức), từ năm 1999 [2]
- Brussels (Bỉ), từ năm 2003 [3]
- Eguisheim (Pháp), từ năm 2007 [4]